# Hydraena orthosia
Hydraena orthosia är en skalbaggsart som beskrevs av Jäch, Díaz, Dia in Jäch, Dia och Díaz 2006. Hydraena orthosia ingår i släktet Hydraena och familjen vattenbrynsbaggar. Inga underarter finns listade i Catalogue of Life.